# Troxochrus
Genre
Troxochrus est un genre d'araignées aranéomorphes de la famille des Linyphiidae.

## Distribution
Les espèces de ce genre se rencontrent en zone paléarctique sauf Troxochrus laevithorax d'Angola.

## Liste des espèces
Selon World Spider Catalog (version 19.5, 11/12/2018) :
- Troxochrus apertus Tanasevitch, 2011
- Troxochrus laevithorax Miller, 1970
- Troxochrus rugulosus (Westring, 1851)
- Troxochrus scabriculus (Westring, 1851)
- Troxochrus triangularis Tanasevitch, 2013

## Publication originale
- Simon, 1884 : Les arachnides de France. Paris, vol. 5, p. 180-885 (texte intégral).